# Louisville Bats
De Louisville Bats is een Minor league baseballteam uit Louisville, Kentucky. Ze spelen in de West Division van de International League. Hun stadion heet Louisville Slugger Field. Ze zijn verwant aan de Cincinnati Reds.

## Titels
De Bats hebben de Governors' Cup één keer gewonnen en er 2 keer voor gespeeld.
- 1972 - Verloren van de Norfolk Tides
- 2002 - Gewonnen van de Scranton/Wilkes-Barre Red Barons